# Pterolophia dorsalis
Pterolophia dorsalis är en skalbaggsart som först beskrevs av Francis Polkinghorne Pascoe 1858.  Pterolophia dorsalis ingår i släktet Pterolophia och familjen långhorningar.
Artens utbredningsområde är Nepal. Inga underarter finns listade i Catalogue of Life.